# شارون جيروب
شارون جيموتاي جيروب (بالإنجليزية: Sharon Cherop) (من مواليد 16 مارس 1984) عداءة المسافات الطويلة من كينيا والمتخصصة في سباق الماراثونات. حصلت على الميدالية البرونزية في سن السادسة عشرة في سباق ال5000 متر في بطولة العالم للناشئين. وكانت الفائزة بالميدالية البرونزية في سباق الماراثون في بطولة العالم لألعاب القوى 2011 وكانت الفائزة أيضا في ماراثون بوسطن عام 2012.
بدأت مشوارها الاحترافي في عام 2010 واحرزت المركز الثالث لأول مرة في ماراثون توينزستي، وفازت بأول سباقات الماراثون لها عام 2010 في ماراثون هامبورغ، ثم في ماراثون تورونتو للقوة البحرية بأسرع وقت قياسي لها على الأراضي الكندية (02:22:42). أسرع وقت قياسي شخصي لها كان في ماراثون دبي عام 2012 (02:22:39).

## روابط خارجية
- شارون جيروب على موقع الاتحاد الدولي لألعاب القوى (الإنجليزية)